# بريان جونز
بريان جونز (21 مايو 1961 في المملكة المتحدة - ) (بالإنجليزية: Bryan Jones)‏ هو لاعب كريكت بريطاني. لعب مع نادي مقاطعة شروبشاير للكريكت ‏.

## وصلات خارجية
- بريان جونز على موقع إي آس بي آن كريك إنفو (الإنجليزية)